# باسكال براكونوت
باسكال براكونو عالمة مناخية في علوم المناخ والبيئة في معهد بيير سيمون لابليس. وشاركت في كتابة التقريرين التقييميين الرابع والخامسة للفريق الحكومي الدولي المعني بتغير المناخ.

## النشأة والتعليم
أثناء دراسات الدكتوراه، عملت براكوننو على نماذج المحيطات المدارية باستخدام الأساليب الإحصائية. وهي مهتمة بتضخيم الرياح الموسمية الآسيوية والأفريقية أثناء المحصقة. وكانت براكونوت واحدة من أوائل البلدان التي استخدمت نموذجاً محيطياً مصحوباً ثلاثي الأبعاد لإظهار أهمية التغذية المرتدة في المحيطات في البداية الجليدية. وعملت في مجال النينيو وعزلة المحرقة. في عام 1992، عُينت لجنة فرنسية معنية بالطاقة البديلة والطاقة الذرية.

## البحث والتطوير الوظيفي
براكونو أستاذة في تغير المناخ في معهد بيير سيمون لابلاس. هي عضو في مجموعة نمذجة استجابة الأرض للتفاعلات والديناميات البشرية المتعددة. وبأخد عملها في الاعتبار الربط بين المحيطات والغلاف الجوي وتحمض المحيطات ومحاكاة المناخ. تدرس براكونو المناخ الماضي من أجل فهم ردود الفعل لتغير المناخ فهماً أفضل. وقد عملت أيضاً على التميّل المحور والامتياز خلال العصر الجليدي. شاركت شركة براكوننو في مشروع المقارنات المشتركة لنمذجة المناخ في باليوكلايت، الذي يحلل نواتج نماذج المناخ.
في عام 2014، مُنحت شركة براكونو منحة بمبلغ 2.7 مليون يورو من مؤسسة بي إن بي باريبا من أجل بحوث المناخ. شاركت في تقريري التقييم الرابع والخامسة للفريق الحكومي الدولي المعني بتغير المناخ. اختيرت للمشاركة في اجتماع تحديد نطاق تقرير التقييم السادس للفريق الحكومي الدولي المعني بتغير المناخ في عام 2017. في عام 2017، وقّع براكونوت رسالة إلى إيمانويل ماكرون للإعراب عن القلق إزاء انسحاب فرنسا من الطاقة النووية. في عام 2019، انتُخبت براكونوتس موظفة في اللجنة العلمية المشتركة للبرنامج العالمي لبحوث المناخ.

## الجوائز والتكريمات
- 2009 ميدالية الاتحاد الأوروبي لعلوم الأرض ميلانكوفيتش.[14]
- 2012 فيلق هونور.[15]
- 2015 منتخب للأكاديمية الأوروبية.[16]